# Ричленд Тауншип (округ Бакс, Пенсільванія)
Ричленд Тауншип (англ. Richland Township) — селище (англ. township) в США, в окрузі Бакс штату Пенсільванія. Населення — 13 837 осіб (2020).

### Клімат
| Клімат : Ричленд Тауншип     | Клімат : Ричленд Тауншип | Клімат : Ричленд Тауншип | Клімат : Ричленд Тауншип | Клімат : Ричленд Тауншип | Клімат : Ричленд Тауншип | Клімат : Ричленд Тауншип | Клімат : Ричленд Тауншип | Клімат : Ричленд Тауншип | Клімат : Ричленд Тауншип | Клімат : Ричленд Тауншип | Клімат : Ричленд Тауншип | Клімат : Ричленд Тауншип | Клімат : Ричленд Тауншип |
| Показник                     | Січ.                     | Лют.                     | Бер.                     | Квіт.                    | Трав.                    | Черв.                    | Лип.                     | Серп.                    | Вер.                     | Жовт.                    | Лист.                    | Груд.                    | Рік                      |
| Середній максимум, °C        | 3,1                      | 4,9                      | 9,7                      | 16,5                     | 22,1                     | 26,8                     | 28,9                     | 28,1                     | 24,3                     | 17,9                     | 11,7                     | 5,3                      | 16,7                     |
| Середня температура, °C      | −1,8                     | −0,3                     | 4,0                      | 10,1                     | 15,6                     | 20,6                     | 23,0                     | 22,1                     | 18,0                     | 11,6                     | 6,2                      | 0,7                      | 10,9                     |
| Середній мінімум, °C         | −6,6                     | −5,6                     | −1,7                     | 3,7                      | 9,0                      | 14,3                     | 17,0                     | 16,1                     | 11,7                     | 5,3                      | 0,6                      | −4                       | 5,1                      |
| Норма опадів, мм             | 89                       | 72                       | 94                       | 104                      | 110                      | 111                      | 123                      | 99                       | 116                      | 111                      | 96                       | 104                      | 1227                     |
| Вологість повітря, %         | 68.7                     | 65.9                     | 61.3                     | 59.7                     | 63.8                     | 70.0                     | 69.9                     | 72.8                     | 73.6                     | 71.7                     | 71.2                     | 71.2                     | 68.3                     |
| ---------------------------- | ------------------------ | ------------------------ | ------------------------ | ------------------------ | ------------------------ | ------------------------ | ------------------------ | ------------------------ | ------------------------ | ------------------------ | ------------------------ | ------------------------ | ------------------------ |
| Джерело: PRISM Climate Group |                          |                          |                          |                          |                          |                          |                          |                          |                          |                          |                          |                          |                          |

## Демографія
Згідно з переписом 2010 року, у селищі мешкали 13 052 особи в 4830 домогосподарствах у складі 3510 родин. Було 5016 помешкань
Расовий склад населення:
| - 92,2 % — білих - 2,9 % — азіатів - 1,4 % — чорних або афроамериканців - 0,3 % — корінних американців - 1,6 % — осіб інших рас |

До двох чи більше рас належало 1,8 %. Частка іспаномовних становила 3,8 % від усіх жителів.
За віковим діапазоном населення розподілялося таким чином: 26,7 % — особи молодші 18 років, 61,6 % — особи у віці 18—64 років, 11,7 % — особи у віці 65 років та старші. Медіана віку мешканця становила 37,8 року. На 100 осіб жіночої статі у селищі припадало 98,4 чоловіків;  на 100 жінок у віці від 18 років та старших — 96,3 чоловіків також старших 18 років.
Середній дохід на одне домашнє господарство  становив 79 481 долар США (медіана — 62 733), а середній дохід на одну сім'ю — 91 691 долар (медіана — 76 178). Медіана доходів становила 56 738 доларів для чоловіків та 43 392 долари для жінок. За межею бідності перебувало 5,7 % осіб, у тому числі 8,6 % дітей у віці до 18 років та 8,8 % осіб у віці 65 років та старших.
Цивільне працевлаштоване населення становило 6679 осіб. Основні галузі зайнятості: освіта, охорона здоров'я та соціальна допомога — 22,4 %, виробництво — 18,9 %, роздрібна торгівля — 12,3 %, науковці, спеціалісти, менеджери — 11,2 %.